# Emílio Pitta
Emílio Siqueira Pitta (Londrina, 19 de julho de 1943 - Curitiba, 3 de março de 2023) foi um ator brasileiro.

## Biografia
Nasceu em Londrina, no dia 19 de julho de 1943, sendo filho de Álvaro João Pitta e Geny Siqueira Pitta. Seus avós maternos eram José Bernardes Siqueira e Rita Alves Siqueira e os paternos sendo Sofia Magdalena Broglia Pitta e Sebastião Pitta.
Iniciou a carreira artística em 1962 à convite de Geraldo Moreira para participar da montagem de O Auto da Compadecida, ainda nesse mesmo ano dirigira Pluft, o fantasminha. Em 1963 mudara-se para São Paulo onde estudou no Teatro Oficina, com Eugenio Kusnet. Com retorno a Londrina em 1964 atua no teleteatro O Homem que Conta Histórias. Pausou brevemente a carreira, retornando em 1968, numa montagem de O Santo Inquérito, de Dias Gomes.
Fez parte do TCP - Teatro de Comédia do Paraná, em diversas montagens. Recebeu o troféu Comunicação da Cidade em 1979. Foi premiado com o Troféu Gralha Azul em diversas edições: Melhor Ator Coadjuvante em 1983-1984 e 1986-1987 (Vereda da Salvação); Melhor Ator em 1985 (Colônia Cecília); e em 1988-1989 (Eu, Feuerbach). Em setembro de 2012, fez parte da Caravana da Poesia de Helena Kolody no Paraná.
Faleceu no lar de idosos em que vivia em Curitiba aos 79 anos, no dia 03 de março de 2023, a causa da morte não foi informada.

## Filmografia

### Na televisão
| Ano  | Título                      | Personagem               | Notas                                  |
| ---- | --------------------------- | ------------------------ | -------------------------------------- |
| 2014 | O Caçador                   | Professor Haiss          | Episódio: "Entre os Vivos e os Mortos" |
| 2014 | A Saga                      | Terêncio Goulart         | [ 4 ]                                  |
| 2012 | O Brado Retumbante          | Samuel                   |                                        |
| 2011 | Insensato Coração           | Padre                    |                                        |
| 2010 | Passione                    | Dr. Godoy                |                                        |
| 2009 | Acampamento de Férias       | Idoso                    |                                        |
| 2009 | Tudo Novo de Novo           | Geraldo                  | 2 episódios                            |
| 2008 | Capitu                      | Padre Cabral             |                                        |
| 2008 | Beleza Pura                 | Professor Antunes Guerra |                                        |
| 2007 | Pé na Jaca!                 | Presidente da CPI        |                                        |
| 2006 | O Profeta                   | Antiguário               |                                        |
| 2005 | Belíssima                   | Dr. Natanael             |                                        |
| 2005 | A Grande Família            | Juiz                     | Episódio: "A Grande Justiça Família"   |
| 2004 | Da Cor do Pecado            | Padre                    | Participação Especial                  |
| 2004 | Mad Maria                   | —                        | Participação Especial                  |
| 2001 | Porto dos Milagres          | Dr. Pitta                | Participação Especial                  |
| 2001 | Laços de Família            | Padre                    | Participação Especial                  |
| 1999 | Suave Veneno                | —                        | Participação Especial                  |
| 1997 | Por Amor                    | —                        | Participação Especial                  |
| 1993 | Sonho Meu                   | —                        | Participação Especial                  |
| 1964 | O Homem que Conta Histórias | —                        |                                        |

### No cinema
| Ano  | Título                                             | Personagem       | Notas          |
| ---- | -------------------------------------------------- | ---------------- | -------------- |
| 2020 | Augusto e Antonica                                 | Cliente          | Curta-metragem |
| 2019 | Juramento                                          | Hipócrates       | Curta-metragem |
| 2010 | Curitiba Zero Grau                                 | Senhor           |                |
| 2008 | Um Corpo Caiu                                      | Fabrício Bacelar | Curta-metragem |
| 2008 | O Menino Quadradinho                               | —                | Curta-metragem |
| 2008 | Hóspede Secreto                                    | —                | Curta-metragem |
| 2005 | Quanto vale ou é por quilo?                        | Bernardino       |                |
| 2004 | Vovó Vai ao Supermercado                           | Vovô             | Curta-metragem |
| 2003 | Os Normais - O Filme                               | Padre Alencar    |                |
| 2001 | Sonhos Tropicais                                   | General Olímpio  |                |
| 2001 | Onde Os Poetas Morrem Primeiro                     | Juiz             | Curta-metragem |
| 2001 | A Poltrona                                         | —                | Curta-metragem |
| 2001 | Bento Cego                                         | —                | Curta-metragem |
| 2000 | Aldeia                                             | Velho português  | Curta-metragem |
| 1997 | Sangue Sobre o Pano Verde                          | Palhares         | Curta-metragem |
| 1991 | A Loira Fantasma                                   | Taxista          | Curta-metragem |
| 1986 | A Guerra do Pente - O Dia em que Curitiba Explodiu | —                |                |

## No Teatro
- 2012 - O Caso das Irmãs Vulva
- 1990 - As Bruxas de Salém
- 1989 - A Vida de Galileu
- 1986 - A Urna
- 1984 - Zumbi
- 1984 - Colônia Cecília
- 1969 - O Livro de Cristóvão Colombo
- 1968 - O Santo Inquérito
- 1962 - Pluft, o fantasminha (direção)[1]
- 1962 - O Auto da Compadecida[1]